# BBC Two
BBC Two(비비씨 투)는 BBC의 텔레비전 채널로, 1964년 4월 20일에 개국하였다. 1997년 10월 3일에 BBC2에서 현재의 명칭으로 변경되었다.

## 개요
다양한 장르의 지적 호기심을 채우는 프로그램을 전문적으로 방영하는 채널이다. BBC 외의 영국 내 TV · 라디오 방송국과 마찬가지로 상업 광고를 방영하지 않는 공영 방송이다. 또한, 세계의 공영 방송 중에서는 높은 시청률을 자랑하고 있다.
BBC가 영국에서 송출하는 2번째 채널이다. 1967년에는 유럽의 텔레비전 방송국 중 처음으로 컬러 방송을 실시했다. 현재 인기가 많은 텔레비전 프로그램을 많이 방영하고 있다.

## 연혁

### 발족
1955년에 개국한 민영 방송국 ITV는 공영 방송국인 BBC 텔레비전의 포퓰리즘을 비판했다. 방송에 관한 필킨톤 위원회는 보고서를 통해 BBC가 영국 제3의 텔레비전 방송국을 운영할 것을 권고했다. 이에 따라 1964년 4월 20일에 BBC2가 개국되었으며, BBC 텔레비전은 BBC1로 변경되었다. (후에 BBC One으로 다시 변경됨.)
BBC2의 발족에 앞서 BBC 텔레비전에서는 캥거루 모자의 캐릭터 "Hullabaloo"와 "Custard"를 이용한 애니메이션으로 신규 채널의 홍보를 실시했다. 또,정식 방송 개시에 앞서(정식 방송 개시 후에도 몇 년간)기술 시험 방송(Trade Test Transmissions)으로 불리는 단편 영상을 방송하였다. 이것은 BP나 쉘과 같은 외부 기업의 요청에 따라 제작된 것으로, 기술자가 텔레비전의 수신 여부를 확인하는데 이용되었다. 이 기술 시험 컬러 영상은 컬트적인 인기를 누리게 된다.

### 개국
BBC2는 1964년 4월 20일 오후 7시 20분에 개국하여 내외의 코미디언이 출연한 오락 프로그램과 불꽃 발사로 신규 채널의 개국을 축하하기로 하였다. 그러나, 당일 오후 6시 45분경에 대규모 정전이 발생하자 BBC TV 센터에 전력 공급을 할 수 없어 BBC2에서 방영하기로 한 프로그램을 방영할 수 되어 버렸다(BBC1은 알렉산드라 궁전에 위치한 뉴스 센터에서 방송을 계속할 수 있었다). 이 사태를 계기로 경쟁사인 ITV가 방송 협력을 요구하였지만, BBC2측은 자존심 때문인지 이를 거부했다. 결국, 오후 10시에 BBC2는 당일의 방송을 중지하였고, 첫방송은 다음날 아침으로 연기되었다.
4월 21일 오전 11시에 스튜디오의 전력이 복구되면서 아동 프로그램 《Play School》을 시작으로 BBC2의 본방송이 시작되었다.

### 개국 초기
BBC는 새로운 방송국의 이미지를 확립해 시청자를 끌어모으기 위해서 대작 프로그램을 투입했다. 존 골즈워디의 드라마화로 베테랑 배우인 케네스 모어와 에릭 포터를 배치했다. 이 드라마는 당시 TV를 시청할 수 있던 900만 명 가운데 3명 중 2명 꼴로 보는 성공을 거두어 BBC2는 시청자들 곁으로 정착했다.
BBC1, ITV와 달리 BBC2는 UHF(주사선 625개)만으로 송출하고 있기 때문에 VHF(주사선 405개)수상기에서는 수신할 수 없었다. 이 때문에 2가지 방식의 방송을 수신할 수 있는 수상기가 개발되었다. 또, 방송 초기의 기술적인 문제점으로는 미국제 비디오 테이프를 사용할 수 없었던 것을 들 수 있다. 이것은 미국의 NTSC 규격을 유럽 표준인 PAL로 변환하는 기술이 개발되지 않았기 때문으로, 후에 이 문제를 해결하였다.
1967년 7월에 BBC2는 PAL 시스템을 이용해 유럽에서 컬러 방송을 실시한 첫 번째 방송국이 되었다. 13회 시리즈는 서양 미술 · 서양 문화의 2세기를 새로운 컬러 방송 시스템으로 칭하는 작품으로서 제작되었다. BBC1와 ITV의 컬러 방송은 이보다 늦은 1969년 11월 15일에 동시 개국하였다.

## 디지털 TV 방송으로의 전환
영국에서는 지역마다 지상파 디지털 텔레비전으로 전환하고 있지만, BBC Two는 다른 방송국보다 4개월 앞서 전환하였다. 이는 시청자들에게 장비를 구매하는 시간을 주기 위해서이다.

## 프로그램
주요 프로그램으로는 《텔레토비》 등의 어린이 대상 프로그램과 주로 주중에 방송되는 학교 교육 프로그램 등이 있다. 또, 미국 NBC에서 인기리에 방영한 《오피스》도 BBC Two에서 방송되었다.

## 명칭 변경사
- BBC2: 1964년 4월 20일~1979년 중반
- =2=: 1979년 중반~1986년 초반
- TWO: 1986년 초반~1991년 2월 15일
- BBC 2: 1991년 2월 16일~1997년 10월 3일
- BBC Two: 1997년 10월 4일~